# Arboledas, Veracruz
Arboledas är en ort i Mexiko.   Den ligger i kommunen Veracruz och delstaten Veracruz, i den sydöstra delen av landet, 300 km öster om huvudstaden Mexico City. Arboledas ligger 46 meter över havet och antalet invånare är 2 171.
Terrängen runt Arboledas är platt. Runt Arboledas är det mycket tätbefolkat, med 1 221 invånare per kvadratkilometer. Närmaste större samhälle är Veracruz, 8,0 km öster om Arboledas. Runt Arboledas är det i huvudsak tätbebyggt.